# Krasyliv
Krasyliv (in ucraino Красилів?) è una città dell'Ucraina (18 356 abitanti) situata nel distretto di Chmel'nyc'kyj. nell'oblast' di Chmel'nyc'kyj. Ospita l'amministrazione della comunità territoriale di Krasyliv una delle comunità territoriali dell'Ucraina.
Fino al 18 luglio 2020 Krasyliv è stata il centro amministrativo del Distretto di Krasyliv, abolito come parte della riforma amministrativa dell'Ucraina, che ha ridotto a tre il numero dei distretti dell'oblast' di Chmel'nyc'kyj. L'area del distretto di Krasiliv è stata fusa nel distretto di Chmel'nyc'kyj.